# Milton Clevedon
Milton Clevedon – wieś w Anglii, w hrabstwie Somerset, w dystrykcie (unitary authority) Somerset. Leży 36 km na południe od miasta Bristol i 169 km na zachód od Londynu. W 2001 miejscowość liczyła 89 mieszkańców.